# Catalina Saavedra
Catalina Saavedra Pérez, född 8 januari 1968 i Valparaíso, är en chilensk skådespelare. Hon har vunnit flera priser, bland annat som bästa skådespelerska (Special jury prize for acting, world cinema) på Sundance-festivalen 2009.
Hon är mest känd för att ha spelat huvudrollen i den prisbelönta filmen La Nana (The Maid) 2009.

## Biografi
Saavedra är dotter till författaren och dramatikern Omar Saavedra Santis och Mariana Pérez. Hon flyttade  till huvudstaden Santiago de Chile för att studera på Escuela de Teatro Imagen. Därefter flyttade hon till Europa och Barcelona, för att studera experimentell teater. 
Saavedra slog igenom 2010 med sin roll i filmen La Nana, regisserad av Sebastián Silva. I december samma år kom genombrottet. Kritikern Peter Bradshaw i engelska tidningen The Guardian lyfte henne som en av årets bästa skådespelare,

## Fotnoter
1. ↑  Gemeinsame Normdatei, läst: 28 april 2014.[källa från Wikidata]
2. ↑  läs online, variety.com .[källa från Wikidata]
3. ↑  läs online, www.biobiochile.cl  .[källa från Wikidata]
4. ↑  The Maid Variety.com 24 januari 2009. Läst 24 april 2018.
5. ↑  ”Entrevista a Catalina Saavedra.”. http://cinechile.cl/entrevista-30. Läst 24 april 2018.
6. ↑  The Maid Guardian.com 26 augusti 2010. Läst 24 april 2018.